# 宝塔花仙螺
宝塔花仙螺（学名：Mipus mamimarumai），是新腹足目珊瑚螺科Mipus属的一种。主要分布于台湾，常栖息在浅海珊瑚礁、岩石底。